# Boudeuse (meuble)
Pour les articles homonymes, voir Boudeuse.

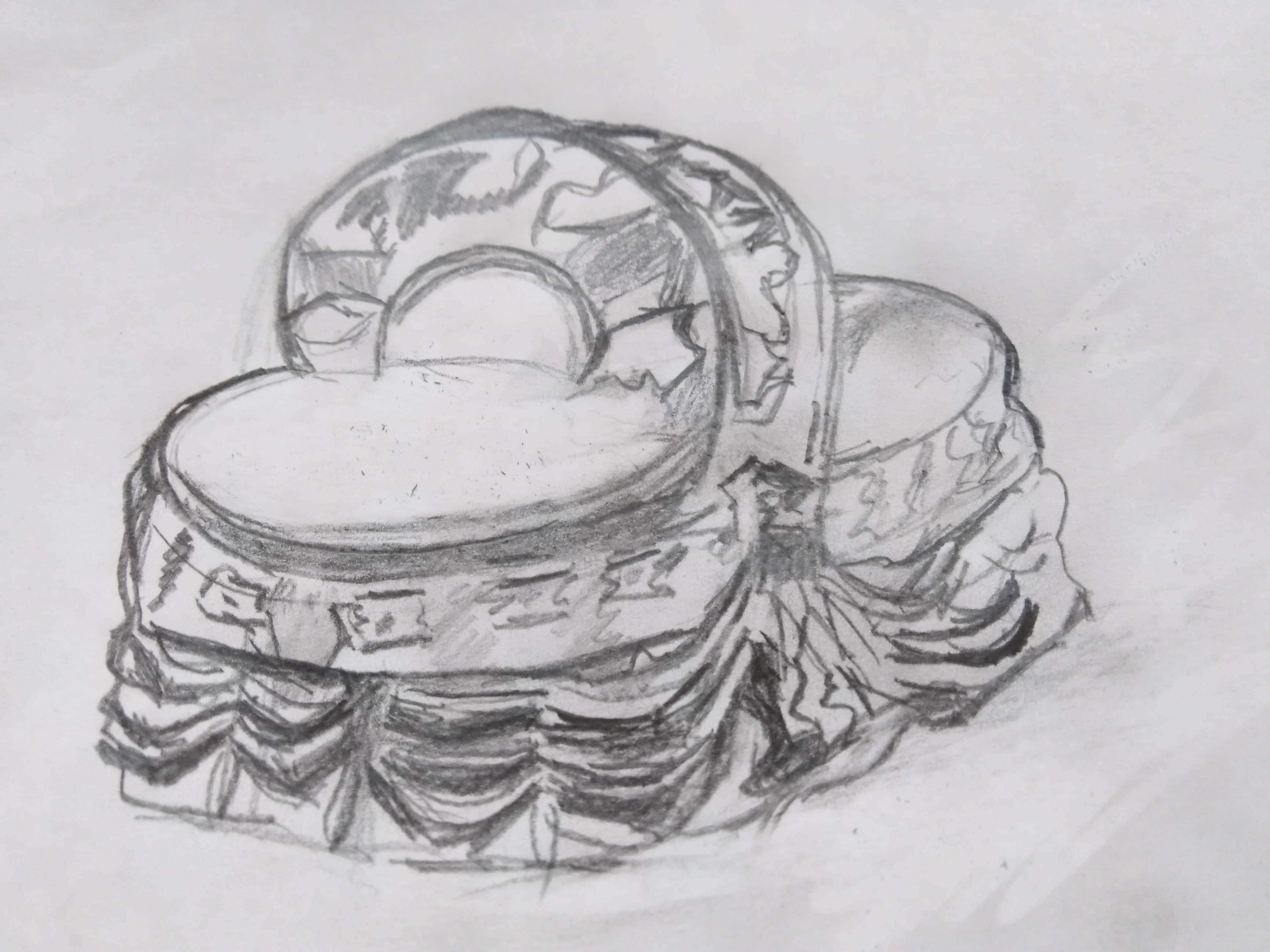
Boudeuse (croquis de M-F Corlin)

Une boudeuse est un siège double, coupé par un dossier disposé de telle façon que les personnes qui y sont assises se tournent le dos.

## Définition
La boudeuse, meuble conçu durant de la seconde moitié du XIXe siècle (style Second Empire) est un fauteuil (ou un petit canapé) dont le dossier est commun, de telle sorte que l'on s'assied dos-à-dos. Ce siège (qu'il ne faut pas confondre avec un confident) se présente recouvert entièrement de tissu sans laisser apparaître de montants en bois.
L'origine du mot « boudeuse » est lié aux règles de politesse : le fait étant que deux personnes assises sur ce siège double ne peuvent ni ne doivent se parler puisqu'elles se tournent le dos, d’où ce nom.
Ce mot vient de « bouder » qui signifie se mettre à l'écart, verbe également à l'origine du mot boudoir.